# Paul D. MacLean
Pour les articles homonymes, voir Maclean.
Ne doit pas être confondu avec Paul McLean.
Paul D. MacLean est un médecin et neurobiologiste américain né le 1er mai 1913 à Phelps dans l'État de New York et mort le 26 décembre 2007. 

## Biographie
Il est l'auteur de la théorie dite du cerveau triunique selon laquelle l'évolution du cerveau dans le règne animal se retrouve dans la structure du système nerveux central humain. Il propose que le cerveau serait un 3 en 1, c'est-à-dire qu'il serait composé du cerveau reptilien, néomammalien et paléomammalien. Le cerveau humain est considéré comme le résultat d'une évolution progressive.  
- Reptilien : cerveau que l'on partage avec les reptiles et aurait comme fonction de survie.
- Paléomammalien : cerveau qui serait présent chez tous les mammifères et serait responsable de l'émotion.
- Néomammalien : cerveau qui serait présent chez tous les humains et permettrait le langage.